# Stilbia faillae
Stilbia faillae är en fjärilsart som beskrevs av Rudolf Püngeler 1891. Stilbia faillae ingår i släktet Stilbia och familjen nattflyn. Inga underarter finns listade i Catalogue of Life.